# Parc national de Mount Harriet
Le parc national de Mount Harriet est situé dans les îles Andaman-et-Nicobar en Inde.